# Ofiologia
L'ofiologia (dal greco ophis, "serpente" e logos, "conoscenza") è la branca della zoologia (e più specificatamente dell'erpetologia) che si occupa dello studio dei serpenti, chiamati anche ofidi.
Chi pratica l'ofiologia viene chiamato ofiologo. Ofiologi professionisti possono trovare impiego negli zoo; lo stesso appellativo di ofiologo viene dato a chi tiene un serpente come animale domestico (in genere all'interno di opportune teche a temperatura controllata). Tra gli ofiologi famosi, ricordiamo Patrick Russell, padre dell'ofiologia indiana. 
L'ofiologia può associarsi allo studio etnologico, dando forma all'etno-ofiologia.

## Storia
La testimonianza più antica che abbiamo su uno studio dei serpenti è il Codice di Nicando (del 200 a.C.), in cui vengono descritte le proprietà e i possibili utilizzi (come farmaco e antidoto) del veleno della vipera.
Successivamente Galeno (129 d.C. – 216 d.C.) e Andromaco si dedicarono alla preparazione di antidoti contro i veleni di molti serpenti.